# Chi Ceti
Chi Ceti (χ Ceti, förkortat Chi Cet, χ Cet) som är stjärnans Bayerbeteckning, är en dubbel stjärna belägen i den mellersta delen av stjärnbilden Valfisken (stjärnbild) med gemensam rörelse genom rymden. Den ljusare stjärnan har en skenbar magnitud på 4,66 och är synlig för blotta ögat där ljusföroreningar ej förekommer, medan den svagare har en skenbar magnitud på 6,75. Baserat på parallaxmätning inom Hipparcosuppdraget på ca 44 mas, beräknas de båda befinna sig på omkring samma avstånd på ca 75 ljusår (ca 23 parsek) från solen.

## Egenskaper
Primärstjärnan Chi Ceti A är en gul till vit jättestjärna i av spektralklass F3 III. Houk och Swift (1999) tilldelade den emellertid spektralklass F0 V, vilket betyder att den skulle kunna vara en stjärna i huvudserien av spektraltyp F. Den visar ett överskott av infraröd strålning vid en våglängd av 70 μm och kan således vara omgiven av en stoftskiva. Den har en uppskattad massa som är ca 35 procent större än solens massa och utsänder från dess fotosfär ca 5,6 gånger mera energi än solen vid en effektiv temperatur på ca 6 750 K.
Den fristående följeslagaren, Chi Ceti B, är en stjärna huvudserien av spektraltyp G med en klassificering av G3 V. Det är en BY Draconis-variabel med en period av 8,92 dygn och EZ Cet som stjärnbeteckning för en variabel.